# Секвестр (медицина)
Секвестр — омертвіла ділянка тканини (наприклад, кістки), що вільно розташовується серед живих ділянок тканини. Вона не підлягає лізису і не заміщуються сполучною тканиною, через що залишається в організмі. Найчастіше секвестр являє собою некротизований фрагмент кістки при остеомієліті. Секвеструватися можуть також тканини легенів, сухожилля, м'язів. Залишаючись в організмі, секвестр постійно підтримує гнійне запалення. Він може виділитися назовні самостійно з током гною; в інших випадках його видаляють хірургічним шляхом (секвестректомія).